# Choose Me - Prendimi
Choose Me - Prendimi (Choose Me) è un film statunitense del 1984 diretto da Alan Rudolph.